# Cucullia albilineata
Cucullia albilineata là một loài bướm đêm trong họ Noctuidae.